# Roman Zaretski

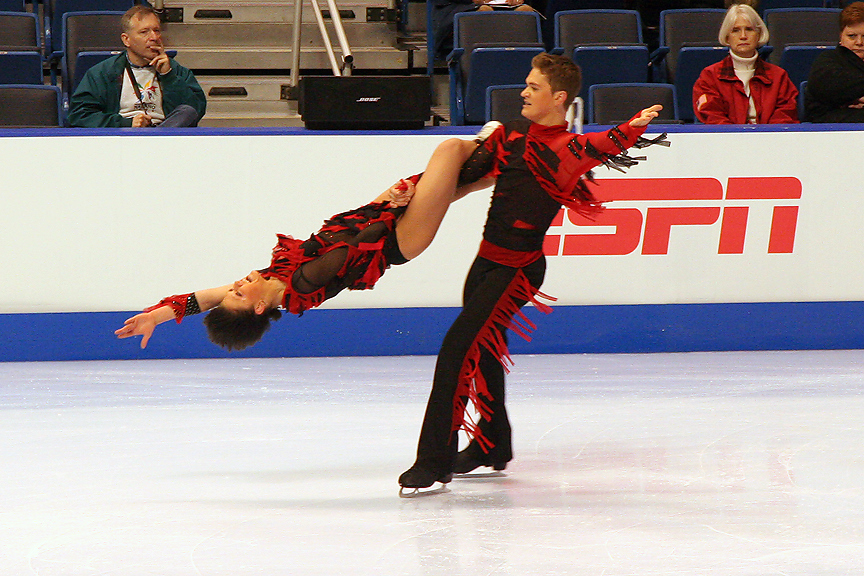
Alexandra Zaretski & Roman Zaretski in 2006

Roman Zaretski (Minsk, 4 december 1983) is een in Wit-Rusland geboren Israëlische kunstschaatser.
Zaretski is actief in het ijsdansen en zijn vaste sportpartner sinds 2001 is zijn zus Alexandra Zaretski. Hun huidige trainster is Galit Chait.

## Persoonlijke records
| records                | punten | datum      | toernooi     |
| ---------------------- | ------ | ---------- | ------------ |
| Hoogste totaalscore    | 181.26 | 26-03-2010 | WK           |
| Hoogste verplichte kür | 37.59  | 13-10-2004 | Harghita Cup |
| Hoogste originele kür  | 58.10  | 20-03-2008 | WK           |
| Hoogste vrije kür      | 91.34  | 26-03-2010 | WK           |

## Belangrijke resultaten
| Kampioenschap           | 99/00 | 00/01 | 01/02 | 02/03 | 03/04 | 04/05 | 05/06 | 06/07 | 07/08 | 08/09 | 09/10 |
| ----------------------- | ----- | ----- | ----- | ----- | ----- | ----- | ----- | ----- | ----- | ----- | ----- |
| Olympische Spelen       |       |       |       |       |       |       | 22e   |       |       |       | 10e   |
| Wereldkampioenschap     |       |       |       |       |       |       | 20e   | 14e   | 9e    | 13e   | 6e    |
| Europees Kampioenschap  |       |       |       |       |       |       | 15e   | 11e   | 8e    | 11e   | 7e    |
| Nationaal Kampioenschap |       |       |       |       |       |       |       |       |       | Goud  |       |
| WK Junioren             |       |       | 19e   | 8e    | 9e    | 4e    |       |       |       |       |       |
| NK Junioren             | *     | Goud  | Goud  | Goud  | Goud  |       |       |       |       |       |       |

* = novice